# Marine nationale tunisienne
La Marine nationale tunisienne est la marine de guerre de la Tunisie et l'une des composantes des forces armées tunisiennes. Elle est fondée en 1958, deux ans après que la Tunisie regagne son indépendance de la France.

## Historique
L'histoire de la Marine nationale tunisienne prend racine dans l'héritage de la flotte carthaginoise.

## Missions
- Souveraineté et défense des intérêts nationaux ;
- Sûreté et sécurité maritimes ;
- Sauvegarde des personnes et des biens ;
- Protection de l'environnement, des ressources et du patrimoine marin.

## Bases et organisation
La marine nationale tunisienne dispose de quatre bases navales principales : Bizerte, Kélibia, Sfax et La Goulette.
Ces bases ont pour mission d'accueillir les bâtiments stationnés ou de passage et de leur fournir le soutien. À ces bases, s'ajoutent des installations diverses réparties sur tout le territoire.

## Commandos marine
Les commandos marine sont les commandos de la marine nationale tunisienne, des combattants d'infanterie navale formés, entraînés et équipés pour des opérations spécifiques et ciblées. Ils comprennent deux régiments opérationnels, le 51e et le 52e, dont une composante opérations spéciales dénommée SOMTG (Special Operations Maritime Task Group),.

## Équipements
À l'automne 1959, l'aviso Chevreuil, déclassé, est racheté par la Tunisie. Il est remis par la France au gouvernement tunisien le 13 octobre 1959 dans le port de La Goulette. Bâtiment de la jeune Marine nationale tunisienne, il est renommé Destour, puis utilisé comme navire-école.
En date de 2020, ses plus grands navires sont quatre patrouilleurs hauturiers type MSOPV 1400 de 72 m de long, conçus par le groupe néerlandais Damen et réalisés dans son chantier de Galați en Roumanie ; ils sont livrés entre 2018 et 2019.
Elle bénéficie[Quand ?] des équipements suivants :
- Bateaux lance-missiles

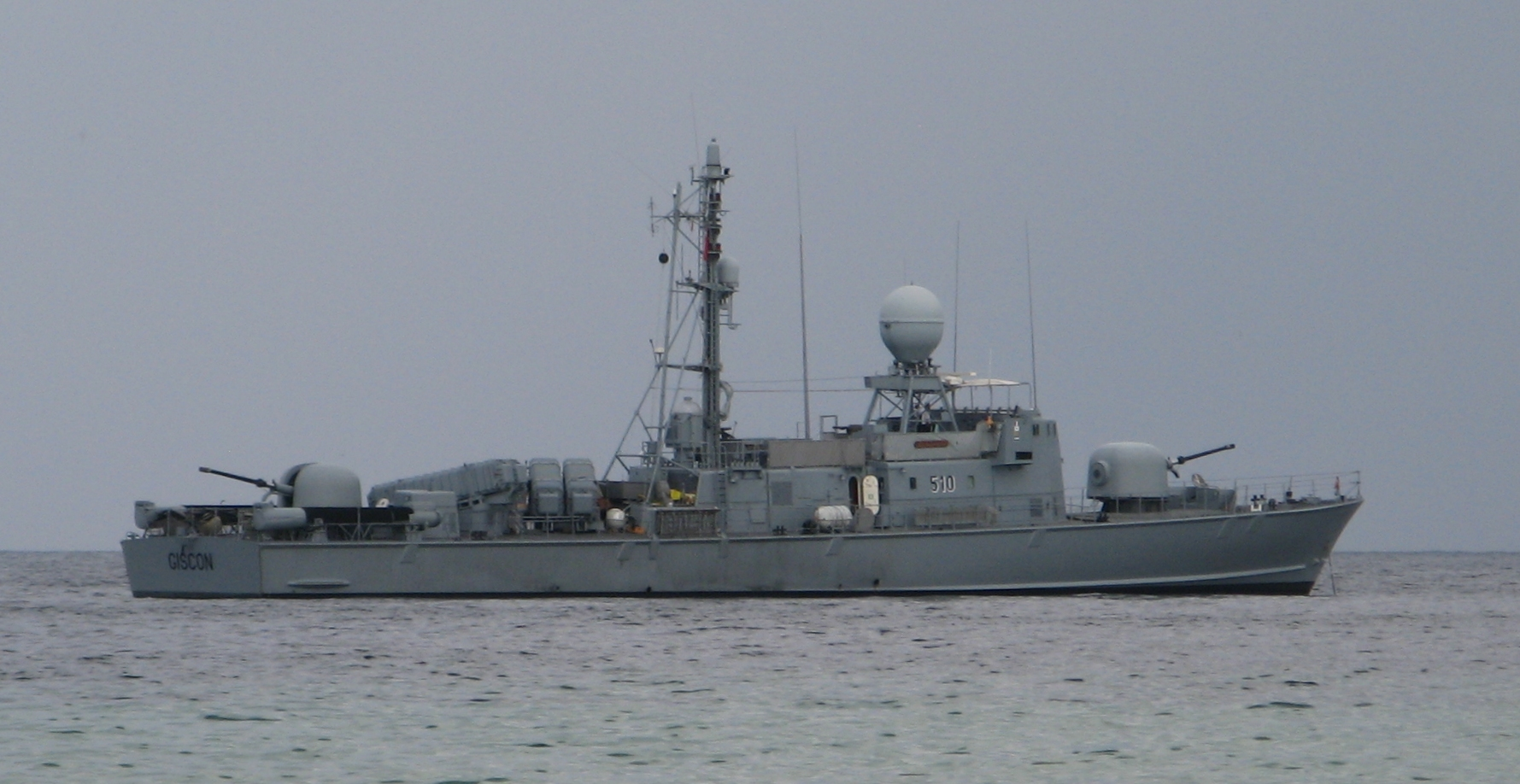
P510 Giscon.

  - 3 Classe La Galite (Combattante-3), 56 m
    - P501 : La Galite
    - P502 : Tunis
    - P503 : Carthage

  - 3 P-48, 48 m
  - 6 Classe Albatros (type 143B), 58 m
    - P505 : Hamilcar (ex Sperber)
    - P506 : Hannon (ex Greif)
    - P507 : Himilcon (ex Geier)
    - P508 : Hannibal (ex Seeadler)
    - P509 : Hasdrubal (ex Habicht)
    - P510 : Giscon (ex Kormoran)

  - 3 Classe Bizerte (P-48), 48 m
    - P301 : Bizerte
    - P302 : Horria
    - P304 : Monastir

- Patrouilleurs
  - 4 Haizhui, 35 m
  - 11 Socomena, 20 m
  - 5 Bremse, 23 m
    - Bullarija (G 36)
    - Sbeïtla (G 32)
    - Seleuta (G 39)
    - Kerkouane (G 38)
    - Utique (G 37)

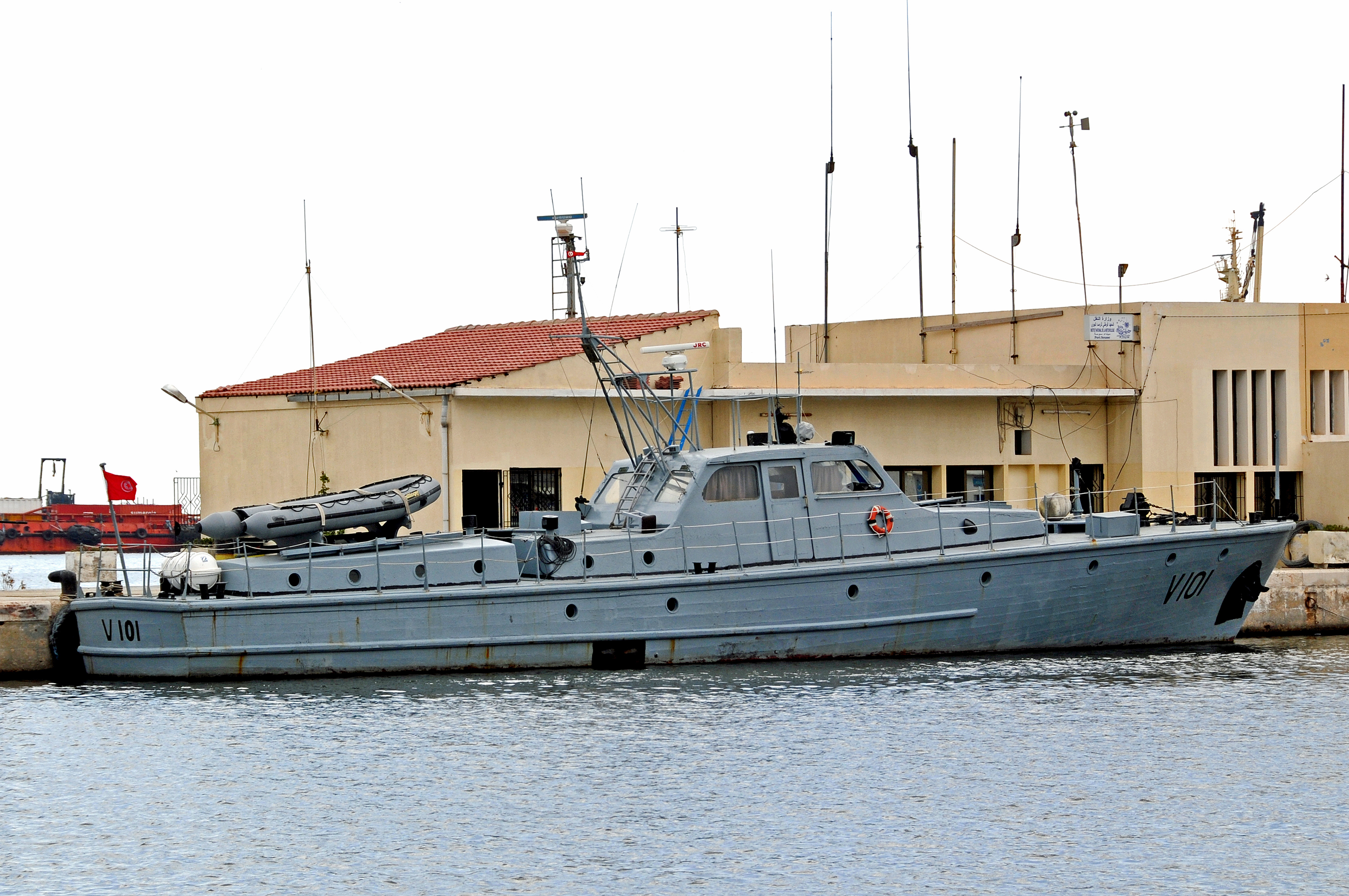
Patrouilleur V101.

  - 2 patrouilleurs classe Island, 34 m[10]
    - Tazarka (P305)
    - Menzel Bourguiba (P306)

  - 6 Kondor, 52 m
  - 4 Gabes, 13 m
  - 4 Rodman 38, 12 m
  - 6 patrouilleurs divers, 25 m
  - 4 patrouilleurs divers, 31 m
  - 1 P-13 Javier Quiroga (Classe Barceló), 36 m
  - Patrouilleur de haute-mer Jugurtha 610[11]
  - Patrouilleur de haute-mer Syphax 611[11]
  - Patrouilleur de haute-mer Hannon 612[11]
  - Patrouilleur de haute-mer Sophonisbe 613[11]
  - Patrouilleur Istiklal P201[12]
  - Patrouilleur Utique P211[13]
  - Patrouilleur Kerkouane 212[14]
  - Patrouilleur El Jem 213[15]
  - Patrouilleur Dougga 214[16]

- Vaisseaux auxiliaires
  - 2 White Sumac, 41 m
    - A804 : Tabarka
    - A805 : Turgueness

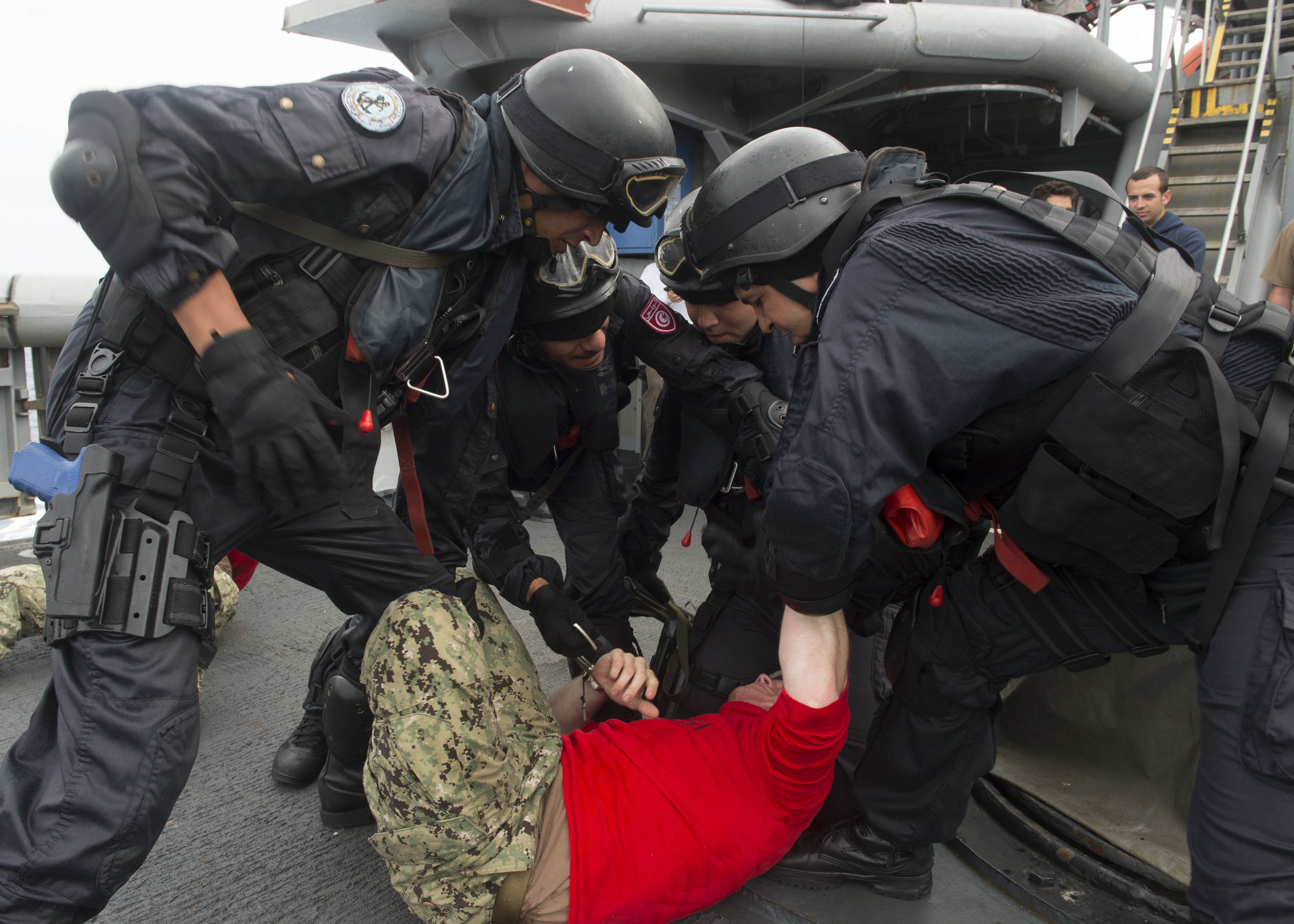
Exercice conjoint Phoenix Express avec la United States Navy en 2015.

  - 1 Agor (Robert D. Conrad), 67/64 m
  - 1 Wilkes (T-AGS-33), 87 m
  - 1 Aïn Zaghouan (Classe Simeto), 70m (ex A 5375 de la Marina Militare)
  - 2 El Jem (Classe Aragosta ; ex A 5378 Aragosta et A 5381 Polipo de la Marina Militare)
  - 1 remorqueur côtier, 35 m

## Enseignement et formation
- Académie navale de Menzel Bourguiba
- Centre de formation et d'instruction à la sécurité maritime
- Centre d'instruction des fusiliers marins
- Centre d'instruction navale
- École d'état-major
- École de plongée
- École des officiers mariniers
- École des quartiers-maîtres de l'armée de mer
- École supérieure de guerre
- Institut de défense nationale